# Johann Michaelis (Theologe)
Johann Michaelis (* 27. Januar 1612 in Stralsund; † 11. März 1674 in Greifswald) war ein deutscher lutherischer Theologe.

## Leben
Johann Michaelis war der Sohn des Kaufmanns Peter Michaelis und der Marie Scheele. Seit 1624 erhielt er Unterricht am Katharineum zu Lübeck. Er bezog 1629 die Universität Königsberg und im November 1635 die Universität Rostock, wo er Philosophie, Sprachen und Theologie studierte. Zwischendurch war er 1635 an der Wittenberg. Am 11. Mai 1637 wurde er in Rostock zum Magister promoviert. 1641 besuchte er die Universität Leyden, betrieb rabbinische Studien und studierte Arabisch.
1642 ging Michaelis nach Greifswald und wurde im Folgejahr Professor der Beredsamkeit. 1652 wurde er zum Doktor der Theologie promoviert, 1662 ordentlicher Professor der Theologie und erhielt das damit verbundene Pastorat an St. Jakobi. Er war gleichzeitig Assessor am Königlichen Konsistorium.
Johann Michaelis war in erster Ehe mit Barbara Bering (1618–1650) und in zweiter mit Jacobina Zeämann († 1684) verheiratet.